# 조대현 (바둑 기사)
조대현(趙大賢, 1959년 4월 8일 ~ )은 대한민국의 바둑 기사이다. 강원도 동해시 출신으로 인천광역시에서 바둑 보급 활성화를 하여 한국기원 인천동암지원의 원장과 지도사범으로 운영하고 있다.  특유한 우주류를 갖고 있는 기사이다. 부인 김영실이다.

## 약력
강원도 동해시 출신으로 충암고 시절 제8회 전국고교생 아마추어 바둑대회에서 3위를 차지했고, 1970년대 아마추어 강자였으며, 1980년에 입단했다. 1985년 최고위전 본선과 1986년 최고위전, 신왕전, 명인전 본선에 진출했다. 1995년 8단을 거쳐 2000년 1월에 9단으로 승단하였다. 2005년부터 제27, 28대 한국기원 기사회장을 역임했다. 2012년 제6기 지지옥션배 본선에 진출했다. 2016년부터 시니어바둑리그에 참가하였고, 2017년 다승왕을 차지했다.